# Parafia św. Floriana w Chicago
Parafia św. Floriana w Chicago (ang. St. Florian's Parish) – parafia rzymskokatolicka położona w Chicago w stanie Illinois, Stany Zjednoczone.
Jest ona wieloetniczną parafią w południowo-wschodniej dzielnicy Chicago dla polskich imigrantów.
Parafia została poświęcona św. Florianowi.

## Szkoły
- St. Florian School